# UltraVNC
UltraVNC è un client VNC/RFB multipiattaforma.
UltraVNC è il risultato della fusione di Vdacc-VNC, avviato da Rudi De Vos nel 1999, e eSVNC, avviato da Sam nel 2002.

## Caratteristiche
- Trasferimento di file
- Logon di Windows
- chat
- controllo tastiera, mouse
- invio sequenze di tasti al PC remoto
- plugin java viewer per utilizzare un browser come controllo
- supporto multi-utente
- supporto proxy e repeater
- performance programmabili
- modalità NatToNat
- supportato da tutti i sistemi Windows, Linux e MacOS
- open source